# Pikelinia
Pikelinia is een geslacht van spinnen uit de  familie van de Filistatidae (spleetwevers).

## Soorten
- Pikelinia colloncura Ramírez & Grismado, 1997
- Pikelinia fasciata (Banks, 1902)
- Pikelinia kiliani Müller, 1987
- Pikelinia kolla Ramírez & Grismado, 1997
- Pikelinia mahuell Ramírez & Grismado, 1997
- Pikelinia patagonica (Mello-Leitão, 1938)
- Pikelinia puna Ramírez & Grismado, 1997
- Pikelinia roigi Ramírez & Grismado, 1997
- Pikelinia tambilloi (Mello-Leitão, 1941)
- Pikelinia ticucho Ramírez & Grismado, 1997
- Pikelinia uspallata Grismado, 2003